# High Dynamic Range Imaging

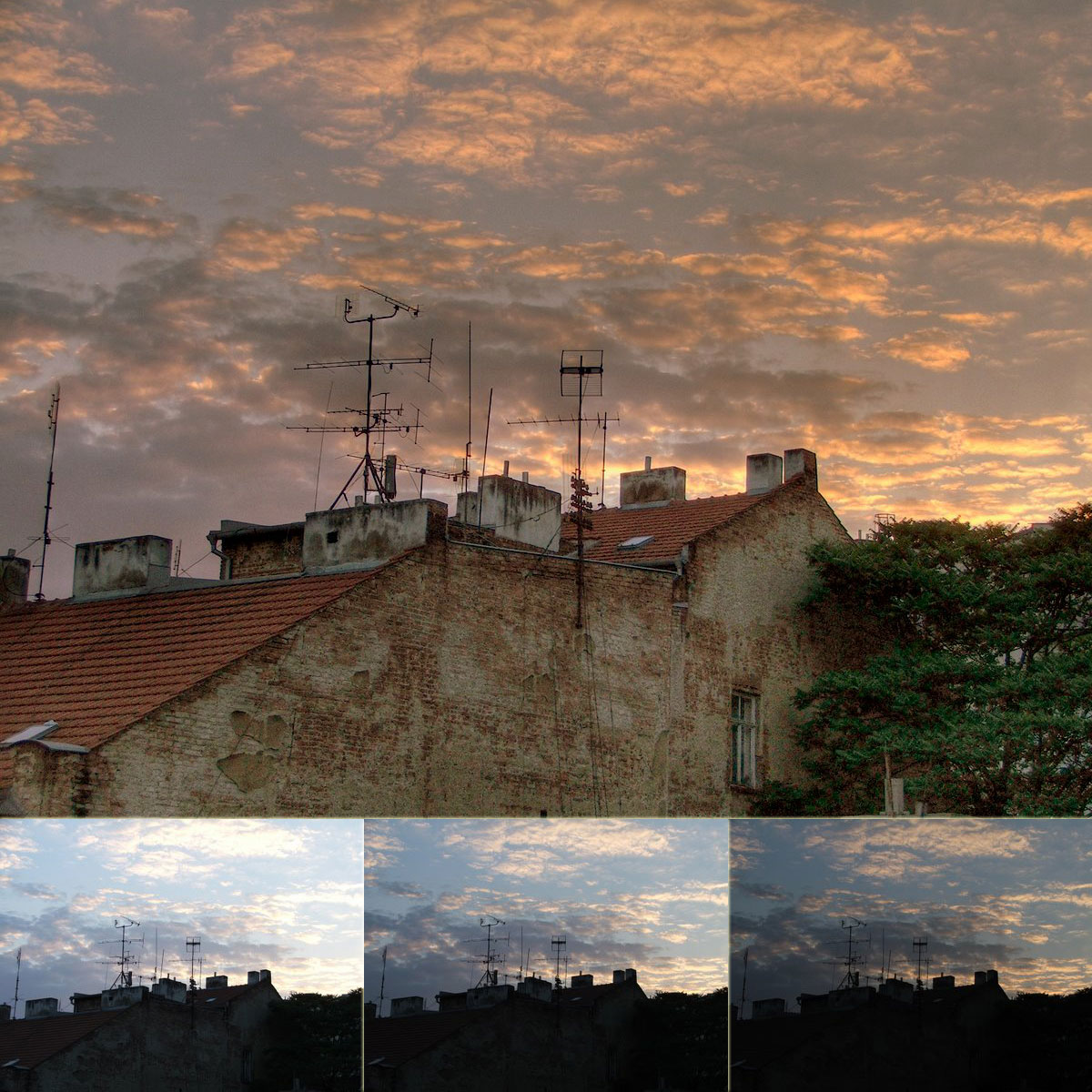
HDR фотографія, отримана з трьох, знятих з різною витримкою

High Dynamic Range Imaging, HDRI або просто HDR — загальна назва технологій роботи із зображеннями і відео, діапазон яскравості яких перевищує можливості стандартних технологій відображення зображень.
Найчастіше термін HDR вживається щодо отримання, зберігання і обробки растрових зображень. Широко використовуються на сьогоднішній день цифрові технології історично засновані на 8-бітових цілочисельних форматах представлення та обробки даних, що дає дуже вузький динамічний діапазон, який часто називають SDR (англ. Standard Dynamic Range) або LDR (англ. Low Dynamic Range). Для порівняння, поширені стандарти JPEG і MPEG дозволяють відобразити динамічний діапазон порядку 1 000:1, в той час як реальні сцени часто мають динамічний діапазон яскравості в 1 000 000:1 і вище. Застосування техніки HDR дозволяє працювати з повним діапазоном яскравості сцени, усуваючи історичні обмеження.
Технології HDR мають безліч практичних застосувань, такі як отримання зображень і відео натуральних висококонтрастних сцен, зберігання та обробку HDR контенту, створення LDR зображень на основі HDR зображень, а також досягнення різних художніх ефектів використовуючи HDR зображення.
На ринку електроніки пристрої з HDR-характеристиками представляють сегмент, що активно розвивається: надяскраві HDR-дисплеї і цифрові HDR-камери.

## Динамічний діапазон в фотографії
У фотографії динамічний діапазон часто вимірюють в одиницях експозиції EV (англ. Exposure Value), також званих «крок» або «стопа», тобто логарифмом з основою 2, рідше — десятковим логарифмом (позначається літерою D). 1EV дорівнює 0,3D. Також використовують і лінійне позначення, наприклад 1 000:1, що дорівнює 3D або близько 10EV.
Характеристика «динамічний діапазон» також властива форматам файлів, що використовуються для запису фотографій. У цьому випадку вона визначається типом даних, обраним авторами формату, виходячи з тих цілей, для яких формат призначається. Наприклад, динамічний діапазон формату JPEG визначається 8-бітним гамма-корегованим стандартом поданням кольору sRGB і точно дорівнює 11,7 EV, однак лише 8-9EV цього діапазону реально застосовні. Для формату Radiance HDR динамічний діапазон дорівнює 256EV.
Не варто безпосередньо пов'язувати характеристику динамічного діапазону з кількістю бітів, що використовуються для запису інформації в будь-якому форматі або матриці фотоапарата. Всередині одного формату більша кількість бітів буде означати більший доступний динамічний діапазон, однак різні формати можуть надавати більший динамічний діапазон при меншій кількості використовуваних біт через відмінності в представленні даних. Наприклад, динамічний діапазон у формату Radiance HDR (подання RGBE з 32 бітами на піксель) набагато більше, ніж у 16-бітного TIFF (цілочисельний RGB з 48 бітами на піксель).

## Розширення динамічного діапазону
Фотографічна широта сучасних камер і плівок недостатня для того, щоб повністю передати сюжети навколишнього світу. Особливо це помітно при зйомці на слайд або компактну цифрову камеру через те, що, наприклад, діапазон яскравості нічного сюжету з штучним освітленням і глибокими тінями може доходити до 20EV.
Ця проблема вирішується кількома шляхами:
- Збільшенням динамічного діапазону камер;
- Комбінуванням зображень, знятих з різною експозицією (технологія HDR у фотографії), в результаті якого виникає єдине зображення, що містить всі деталі з усіх вихідних зображень, як у крайніх тінях, так і в максимальних світлах.

При цьому потрібно забезпечити:
- Вибір формату файлу, в який можна записати зображення з розширеним діапазоном яскравості (звичайні 8-бітні sRGB файли для цього не підходять). На сьогодні найпопулярнішим форматами є Radiance HDR, Open EXR, а також Microsoft HD Photo, Photoshop Document, RAW-файли дзеркальних цифрових камер з великим динамічним діапазоном.
- Відображення фотографії з великим діапазоном яскравості на моніторах і фотопапері, що мають суттєво менший максимальний діапазон яскравості (contrast ratio).

Проблема нестачі динамічного діапазону вирішується за допомогою одного з двох методів:
1)тональна компресія, при якій великий діапазон яскравості зменшується до діапазону паперу, монітора або 8-бітного sRGB-файлу шляхом зменшення контрасту всього зображення — єдиним чином для всіх пікселів зображення;
2)тональне відображення (англ. tone mapping), при якому виконується нелінійна зміна яскравостей пікселів на різну величину для різних областей зображення, при цьому зберігається (або навіть збільшується) оригінальний контраст, проте тіні можуть виглядати неприродно світлими, і на фотографії можуть з'явитися ореоли на межах областей з перепадом яскравостей.
При виконанні тонального відображення використовується досить складний математичний апарат, що може тим чи іншим чином враховувати яскравості сцени в цілому та окремих її елементів. Цей апарат в програмах тональної компресії представлений набором фільтрів.

## Використання HDR
Тональне відображення також може використовуватися і для обробки зображень з невеликим діапазоном яскравостей для підвищення локального контрасту, або при конвертуванні форматів файлів із формату з більшим динамічним діапазоном у менший (наприклад, з RAW в JPEG).
Через здатність тонального відображення видавати «фантастичні» картинки в стилі відеоігор, і масового подання таких фотографій з вивіскою «HDR» (навіть отриманих з одного зображення з невеликим діапазоном яскравості) у більшості професійних фотографів і досвідчених любителів виробилася стійка відраза до технології розширення динамічного діапазону через невірну думку про те, що вона потрібна виключно для отримання таких картинок. Наведені нижче приклади показують використання методів HDR для отримання нормального реалістичного зображення.

### Приклади

Початкові знімки
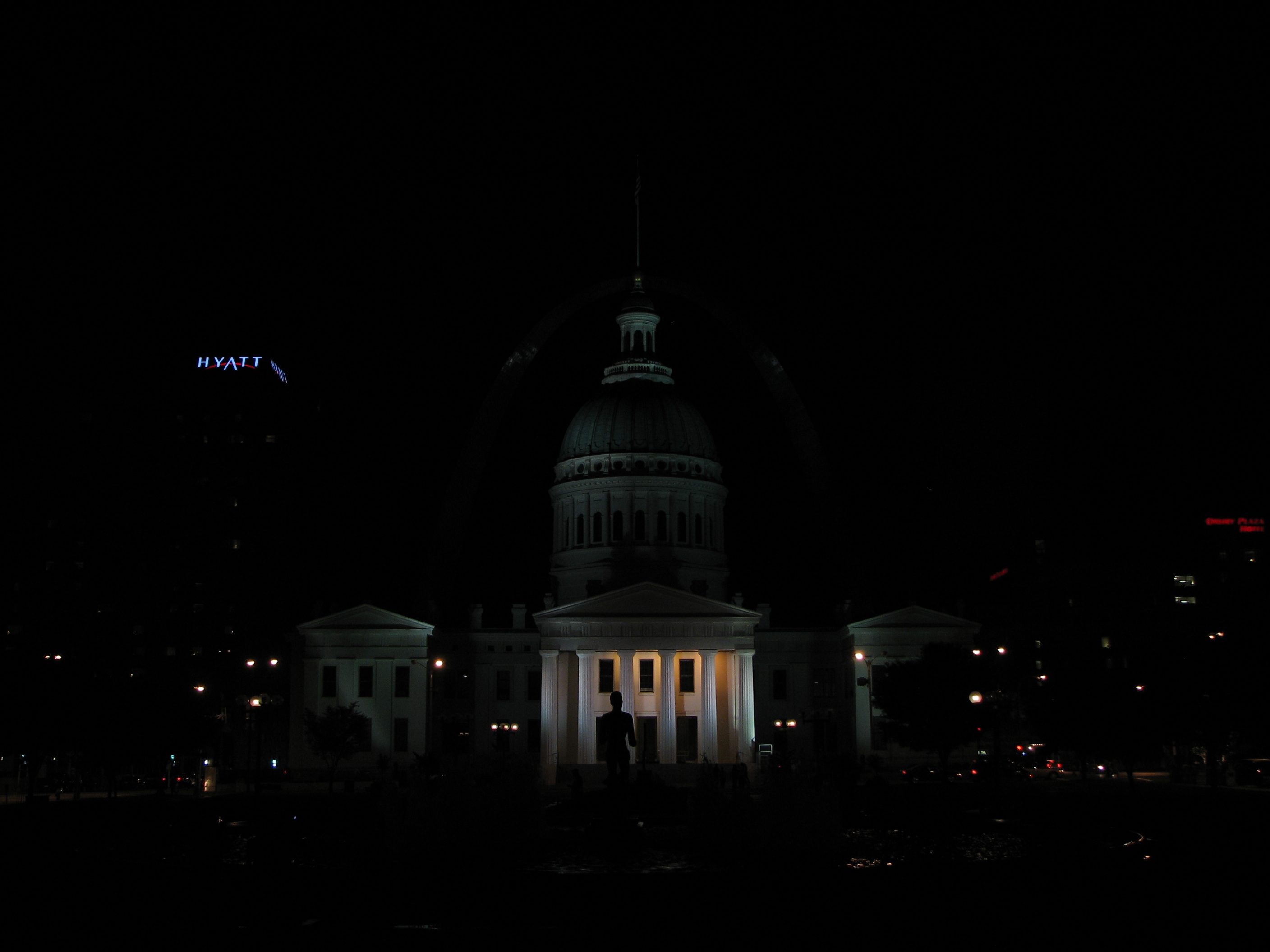
–4 стопа
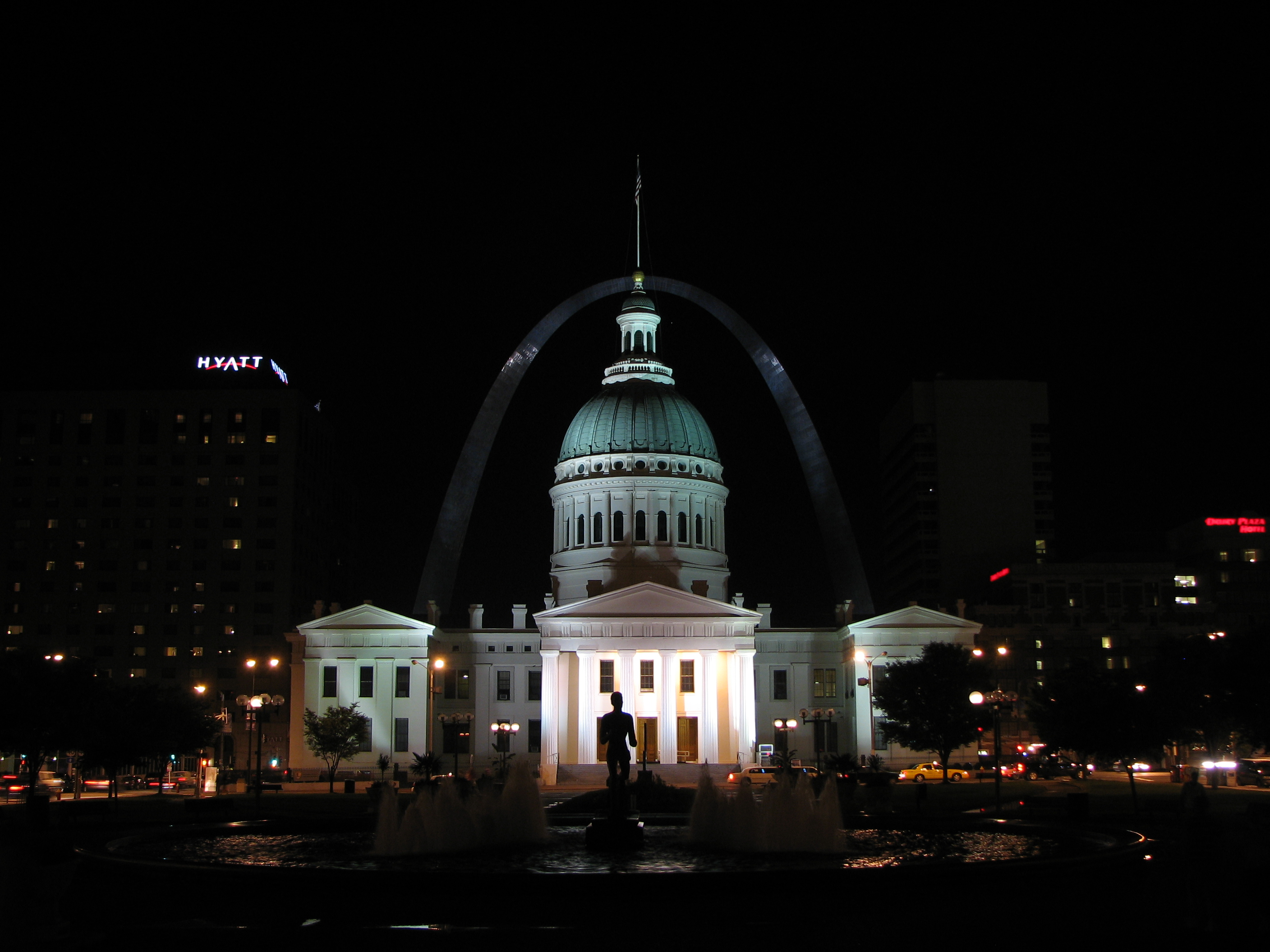
–2 стопа
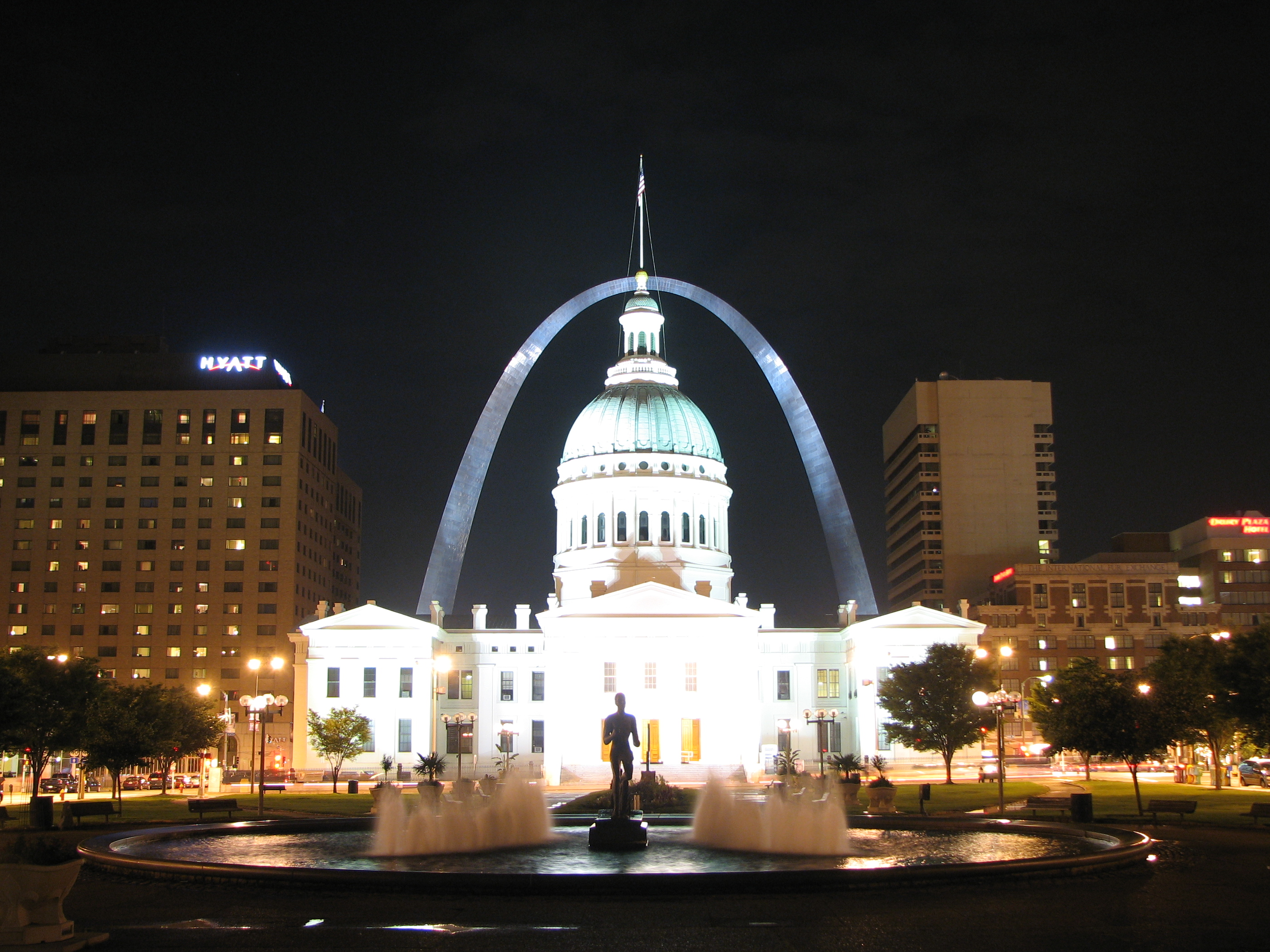
+2 стопа
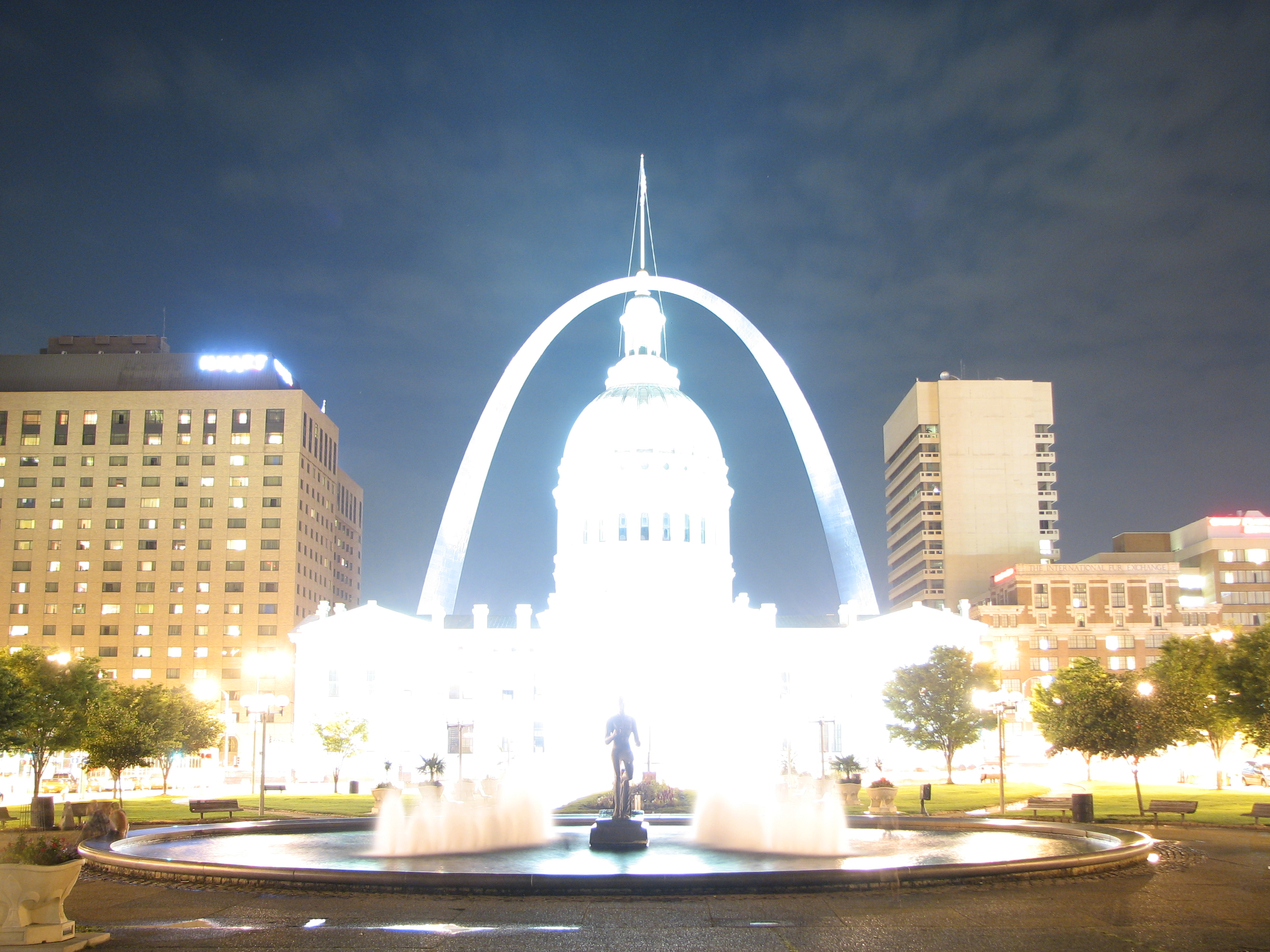
+4 стопа

Отримані кінцеві зображення
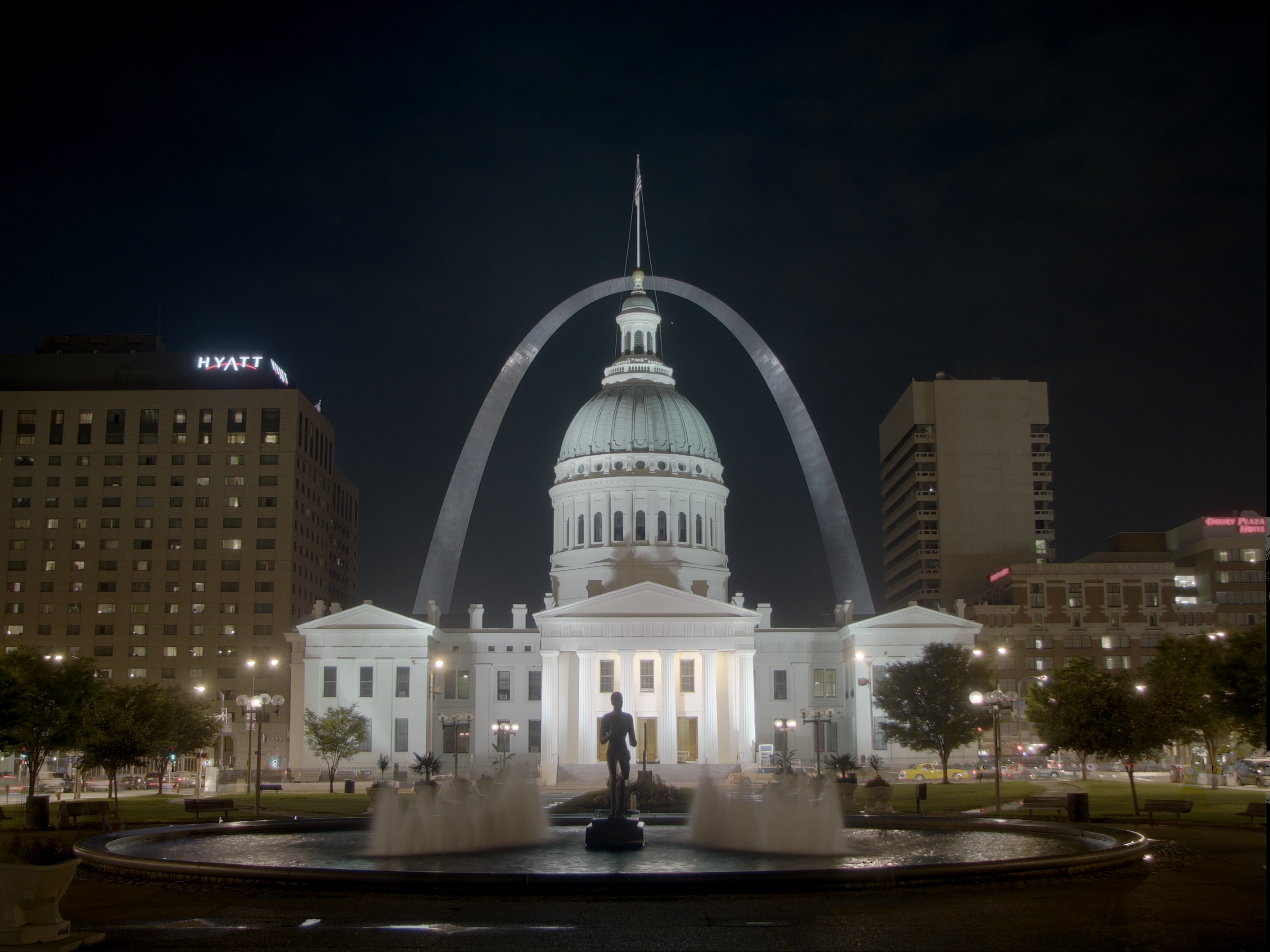
Просте зменшення контрасту
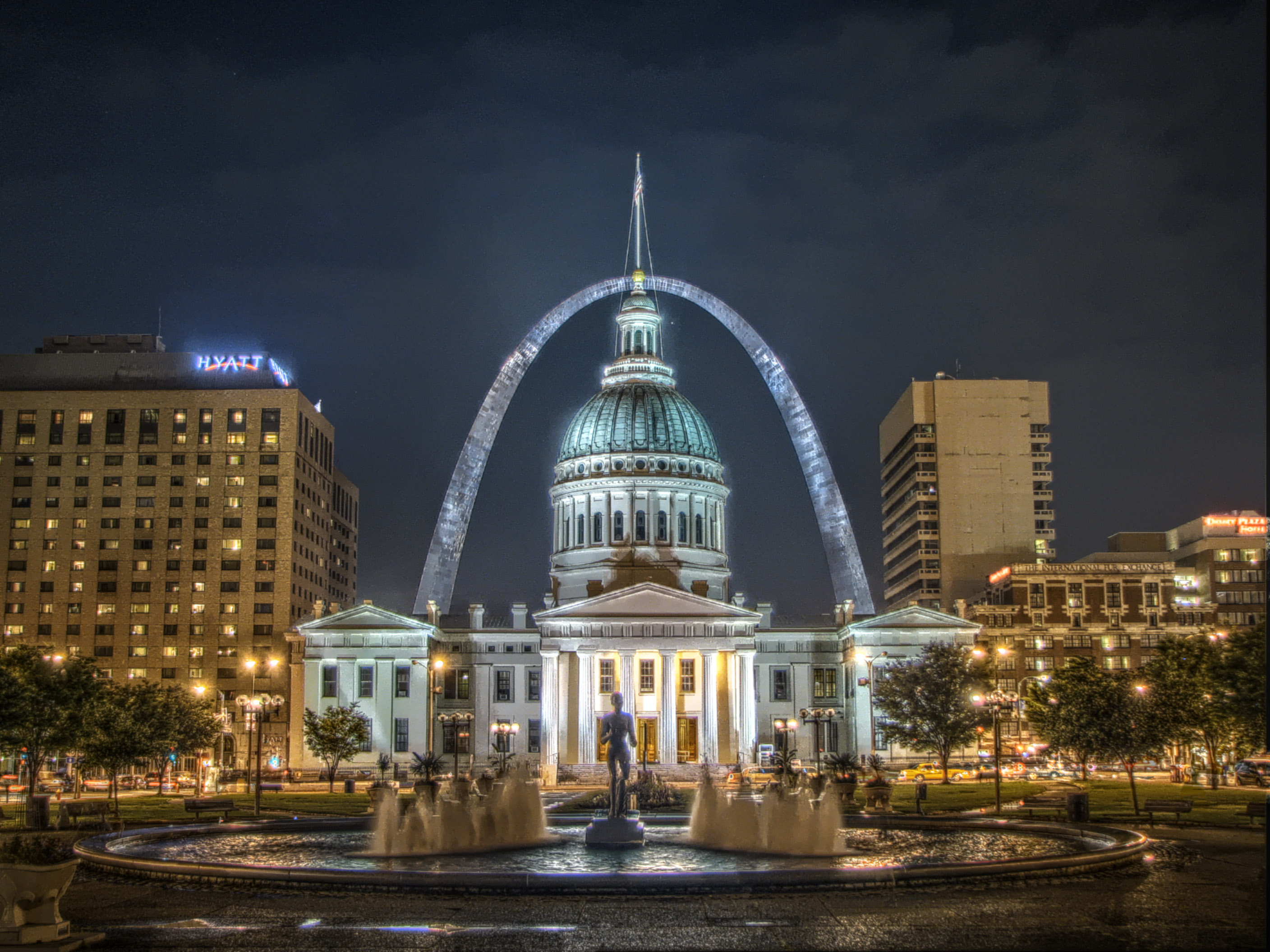
Локальне тональне відображення
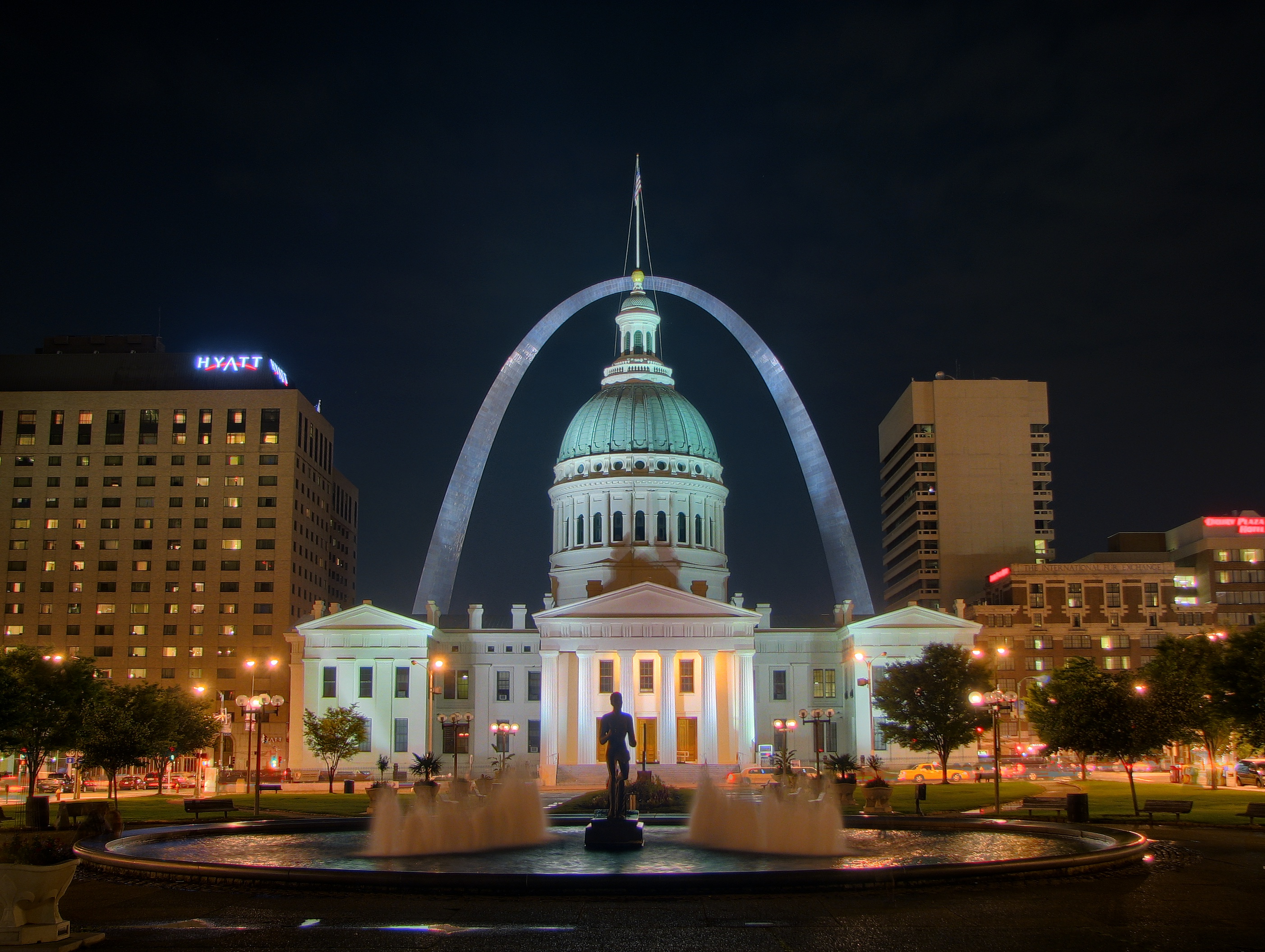
Природний результат

| н                          |                           |
| Правильне використання HDR | Надмірне застосування HDR |

## Галерея

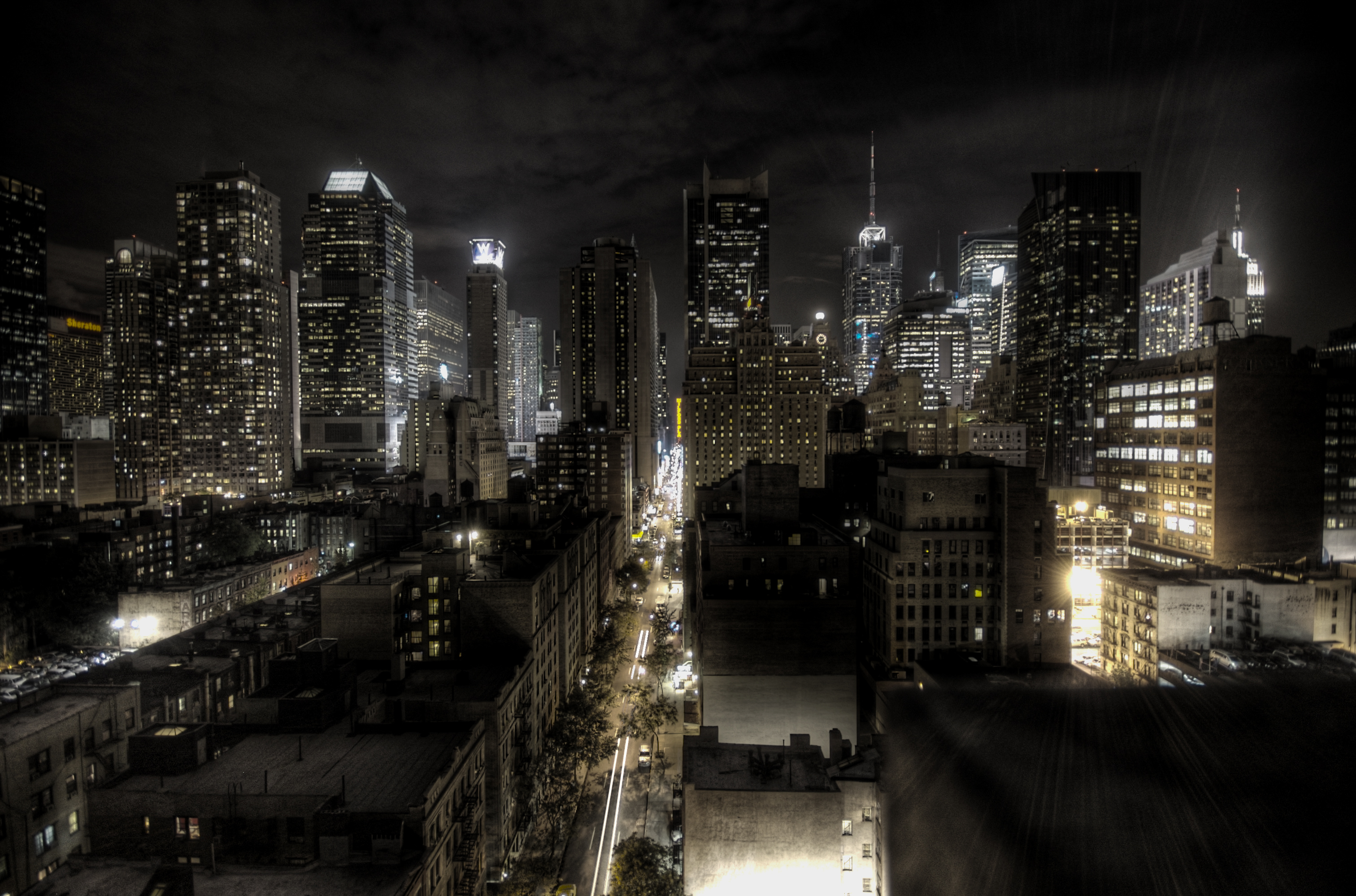
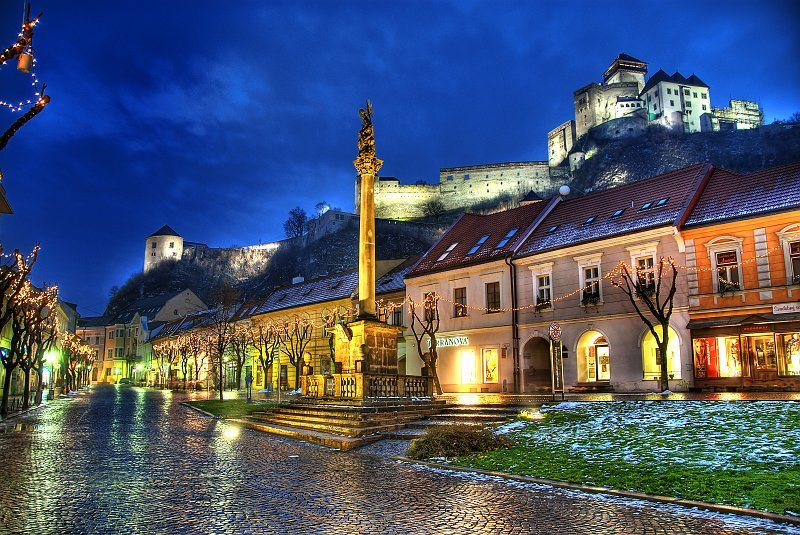
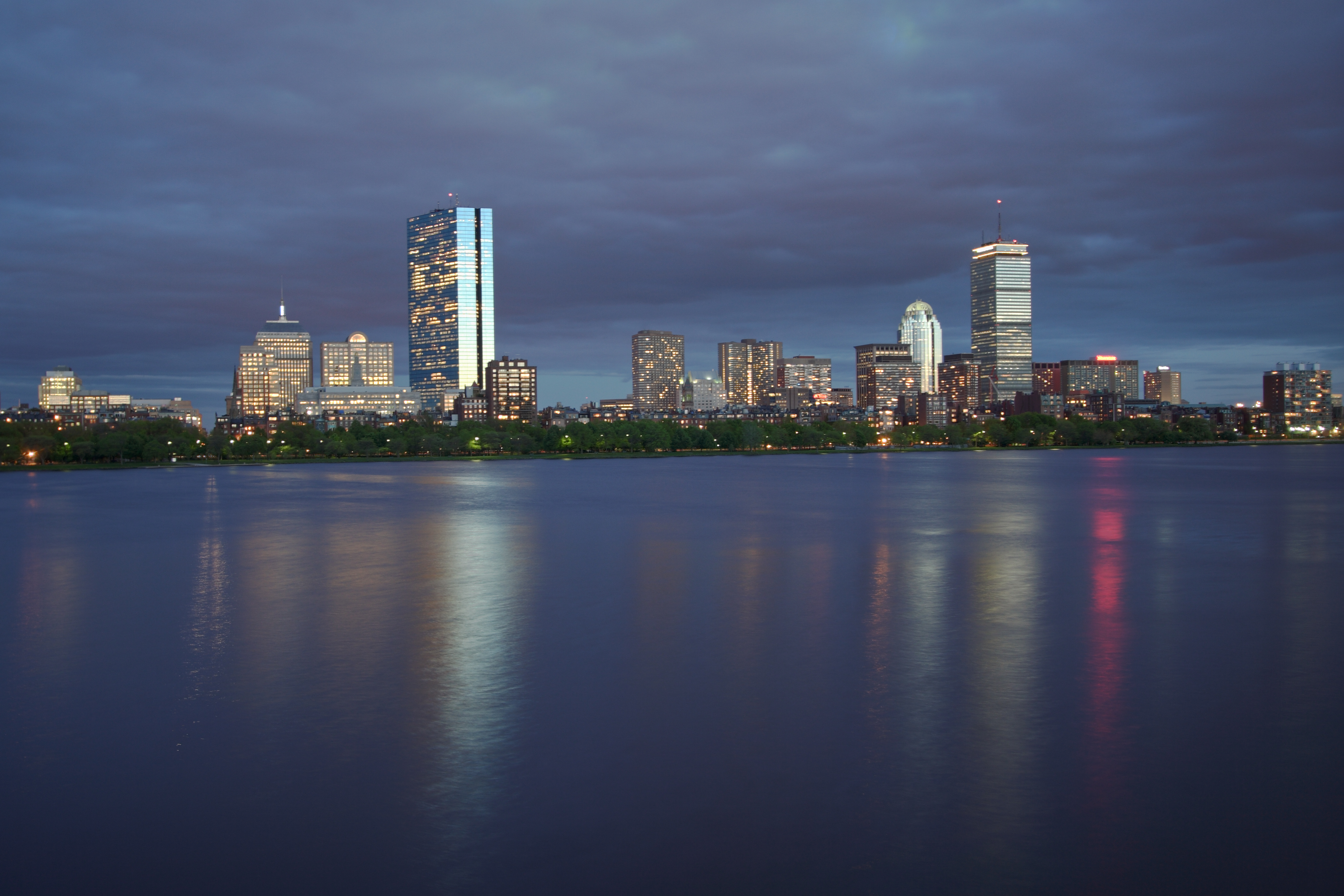
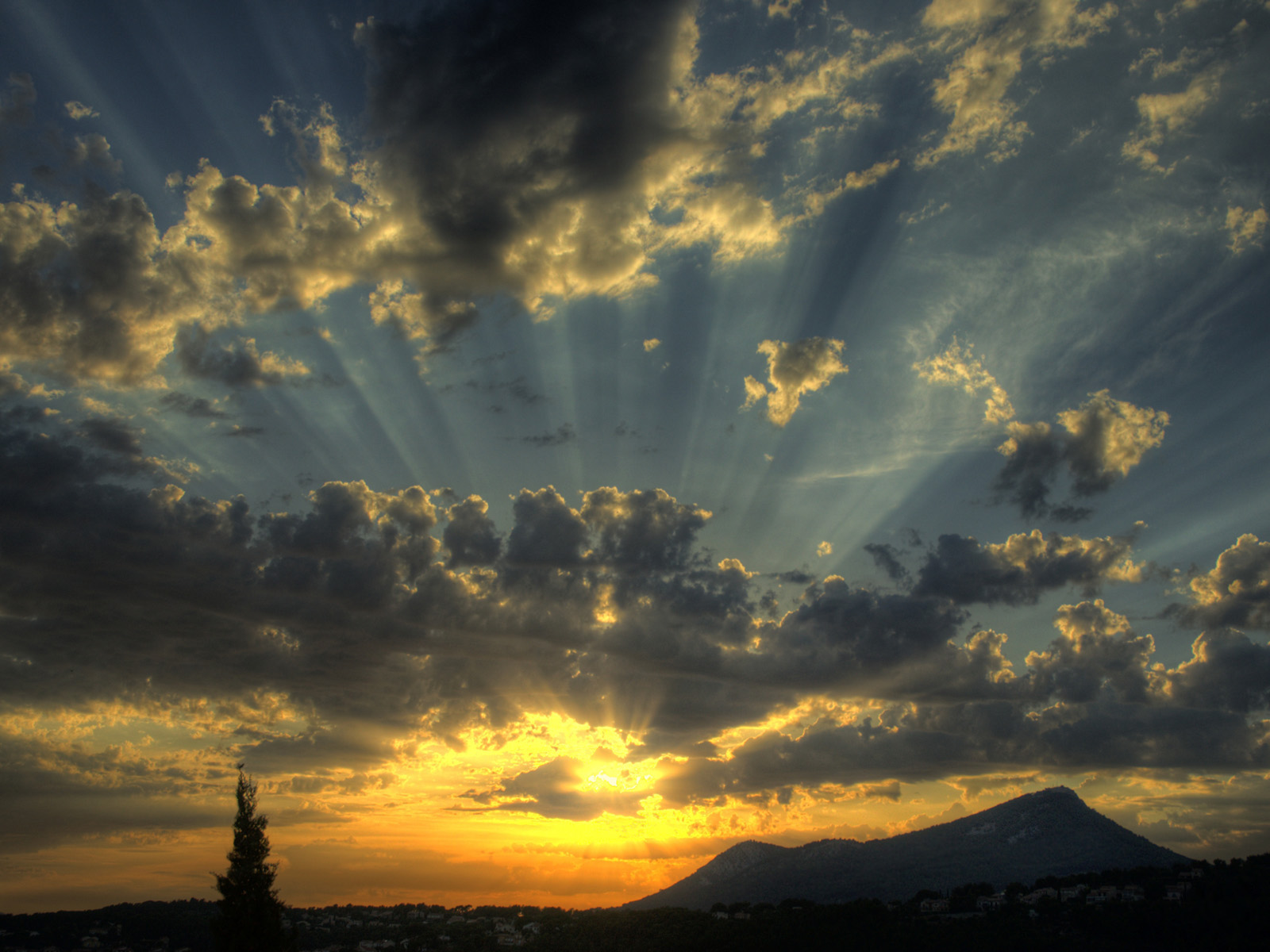
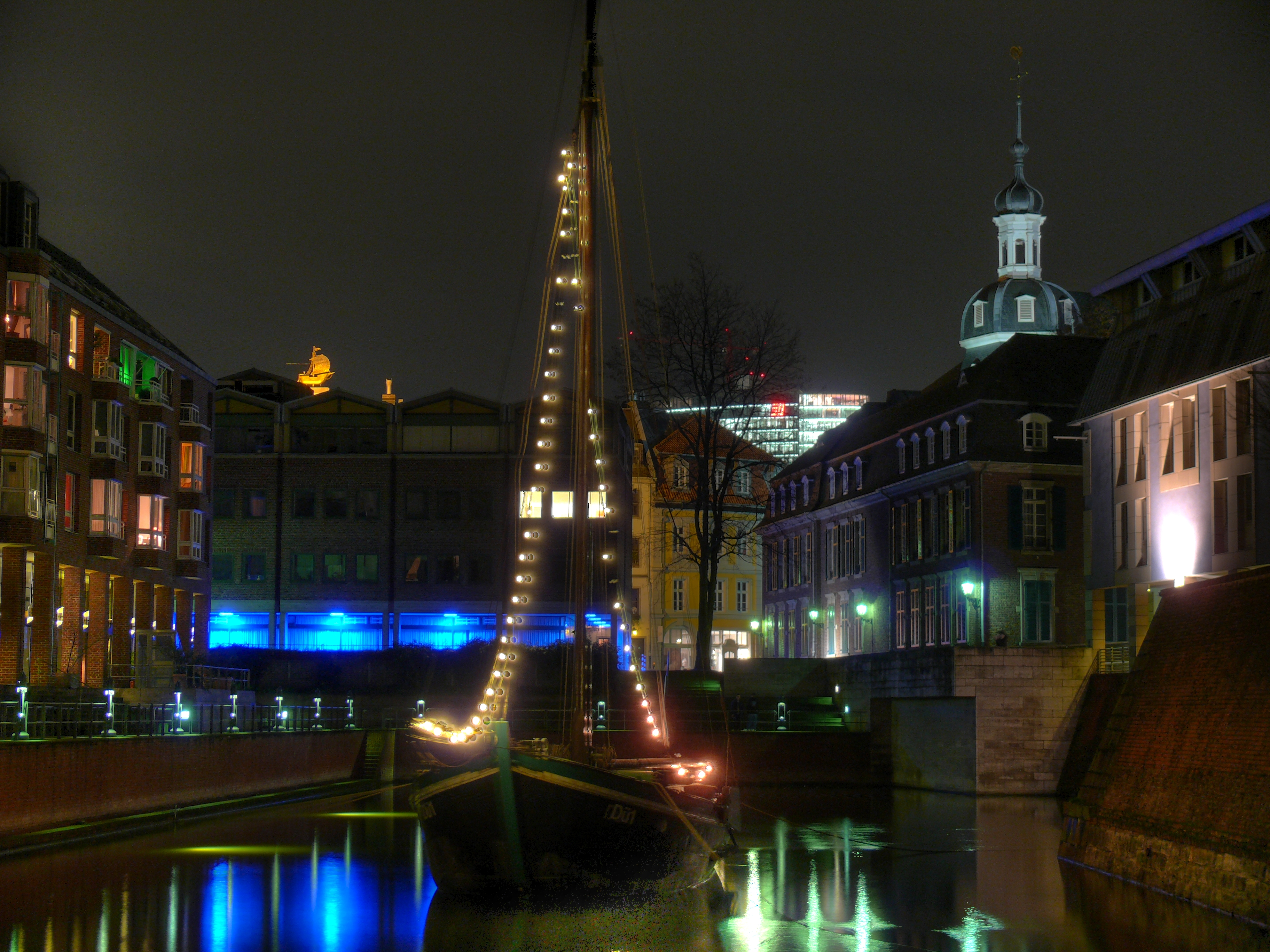
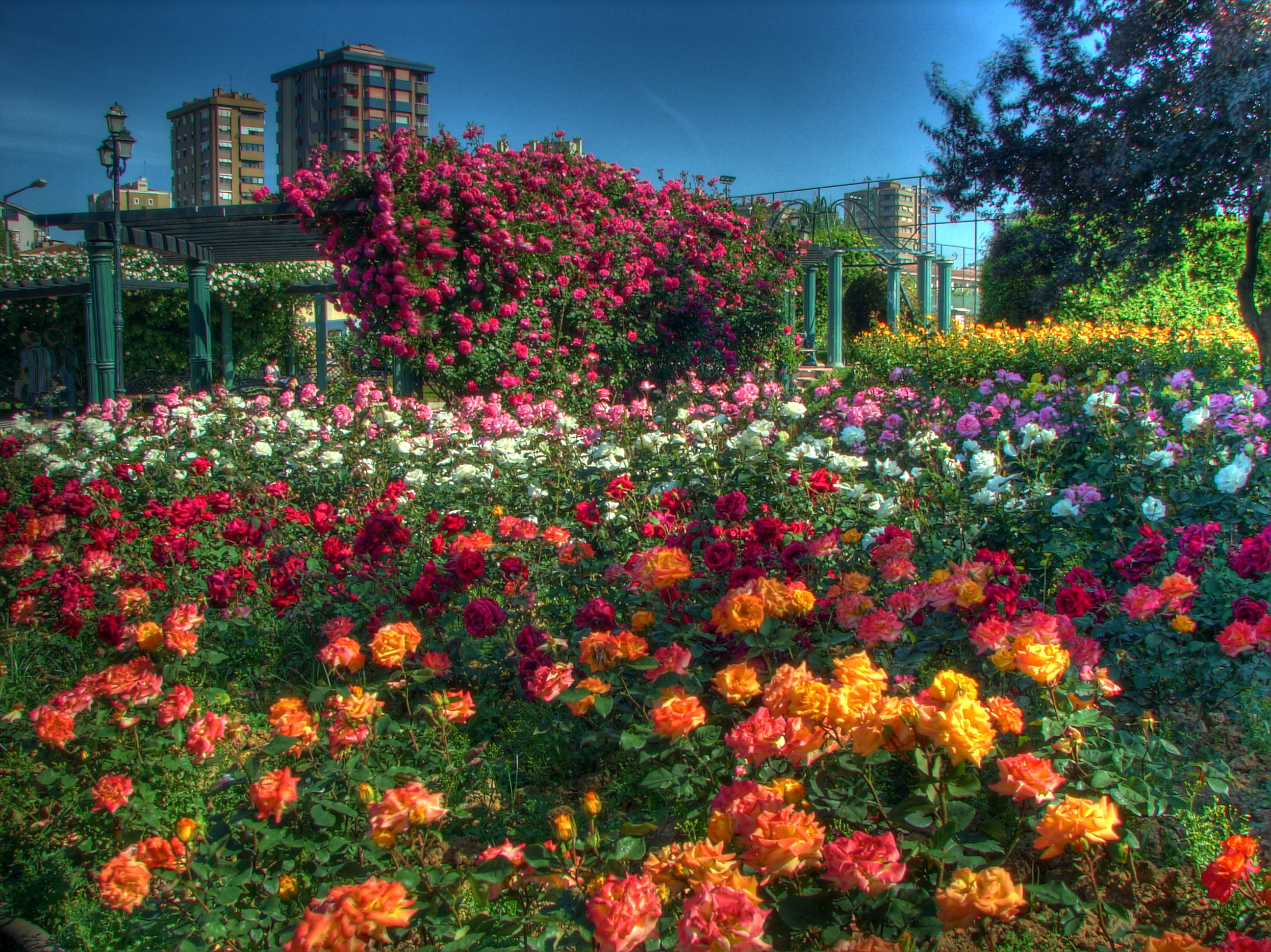
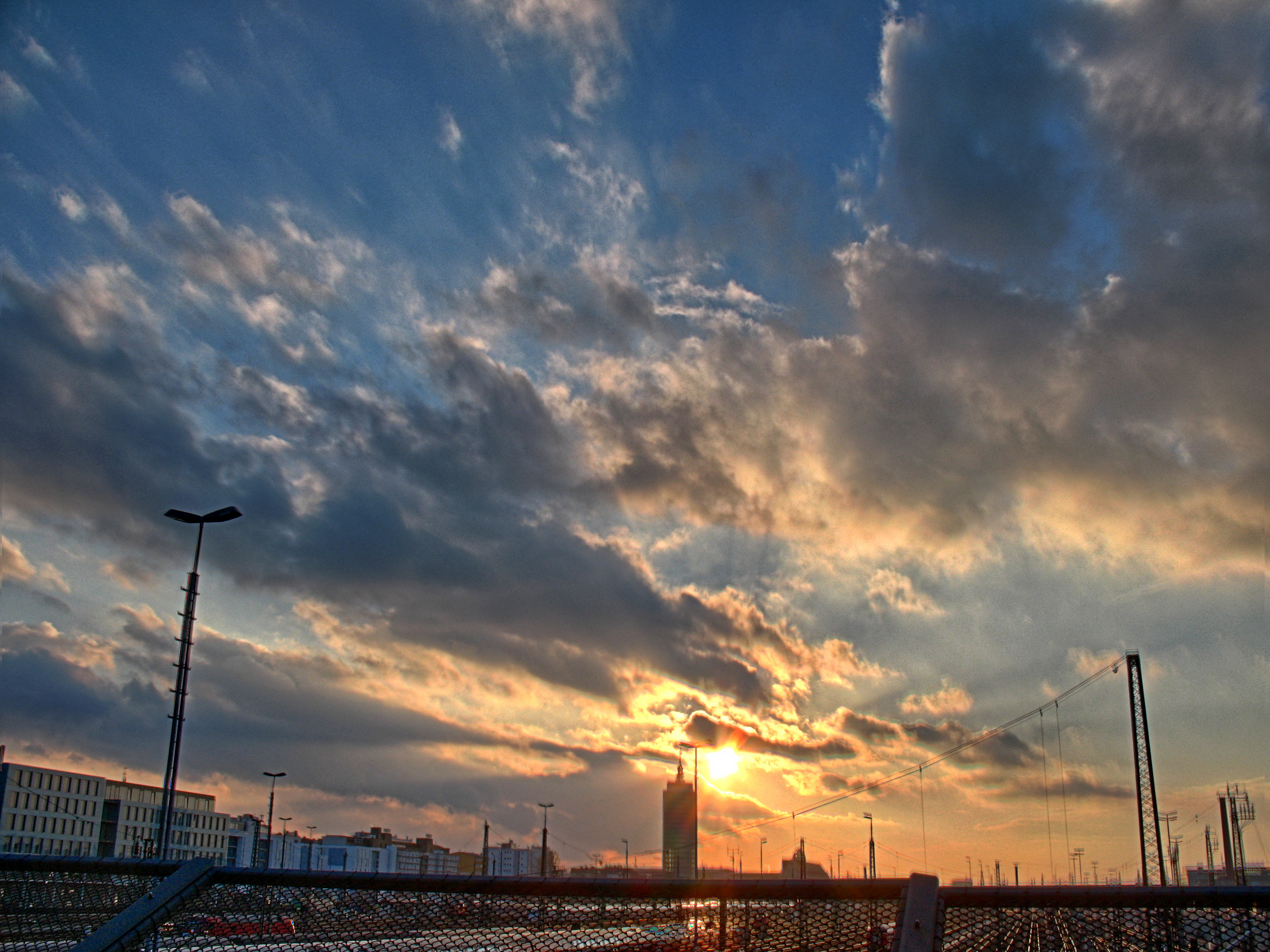
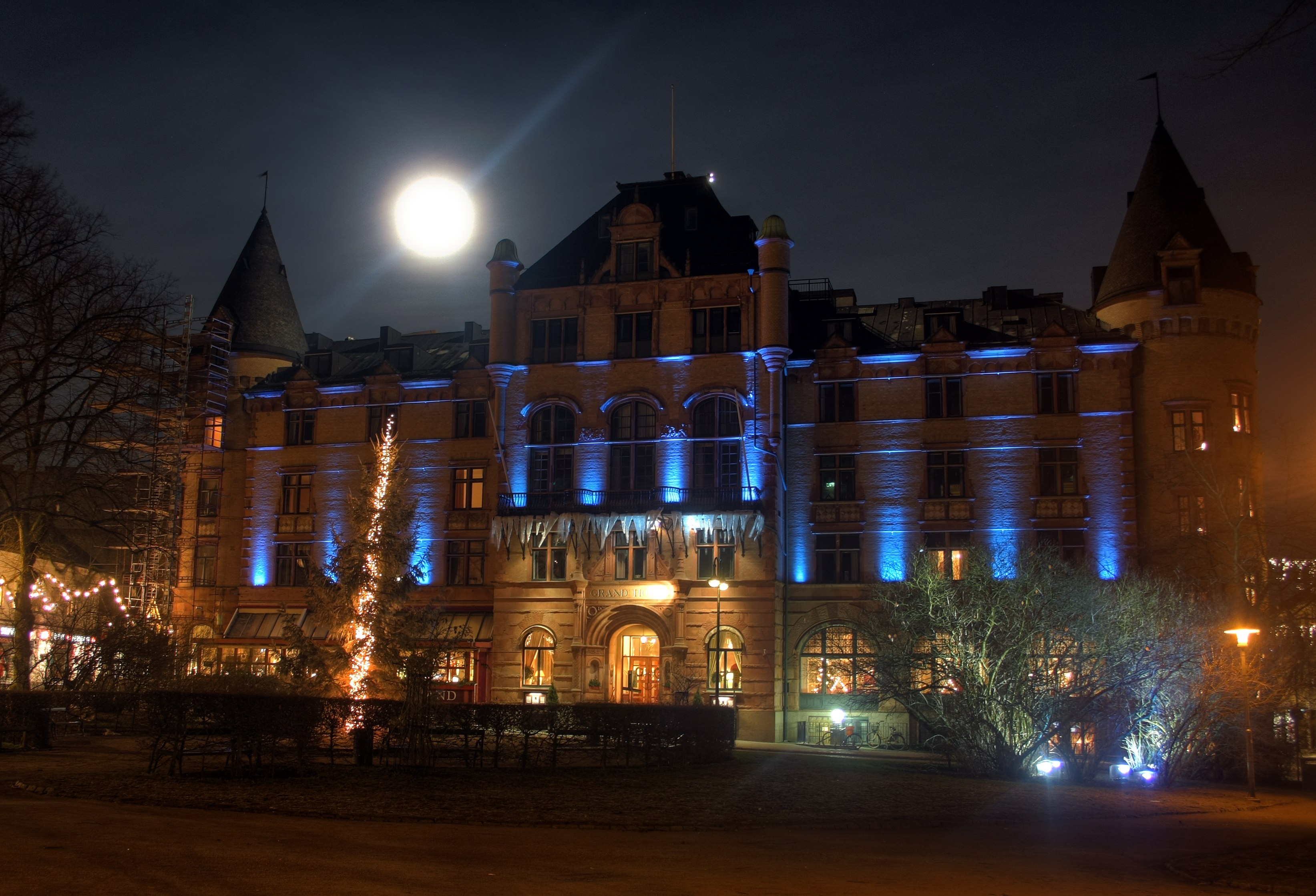
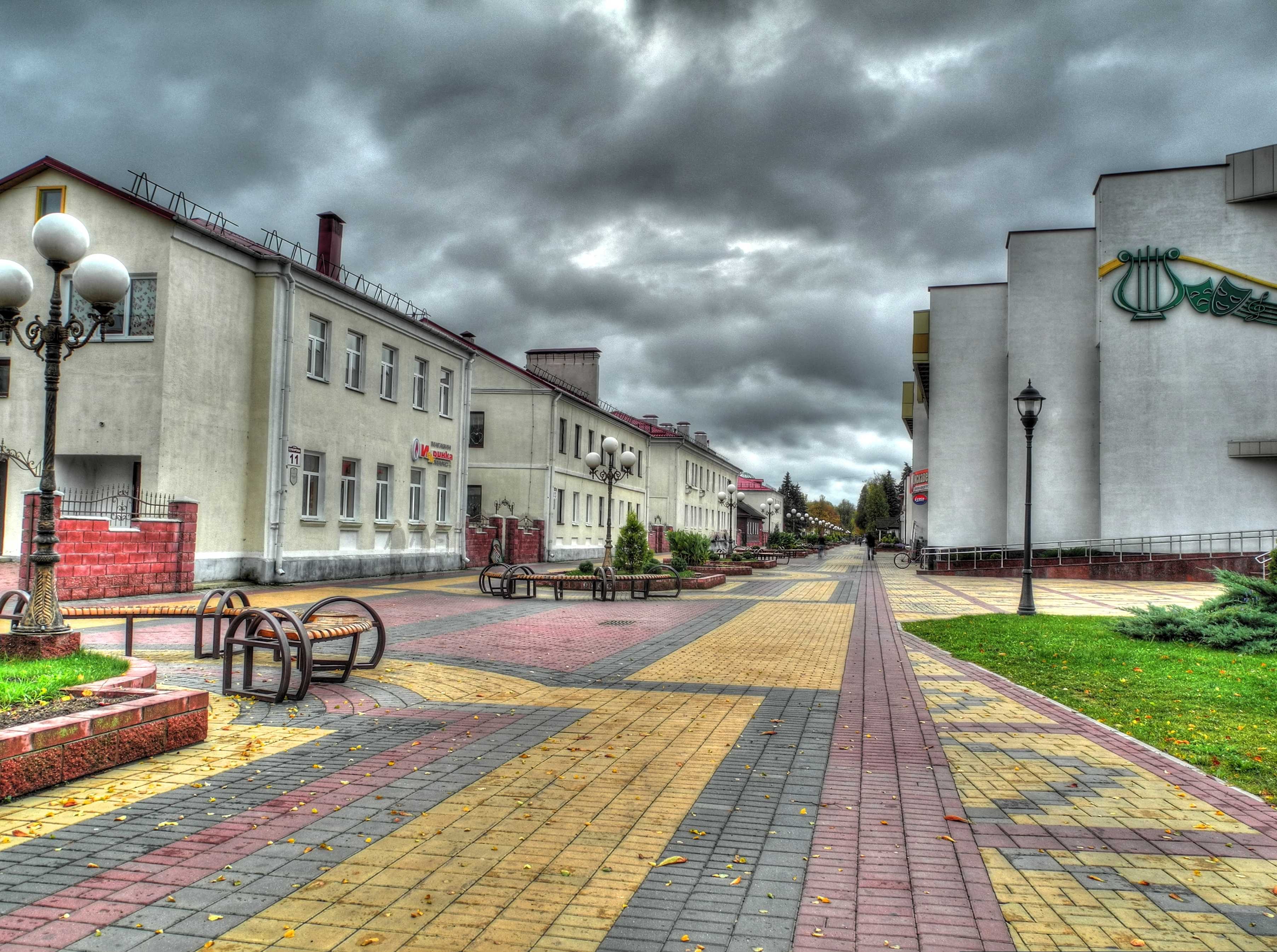
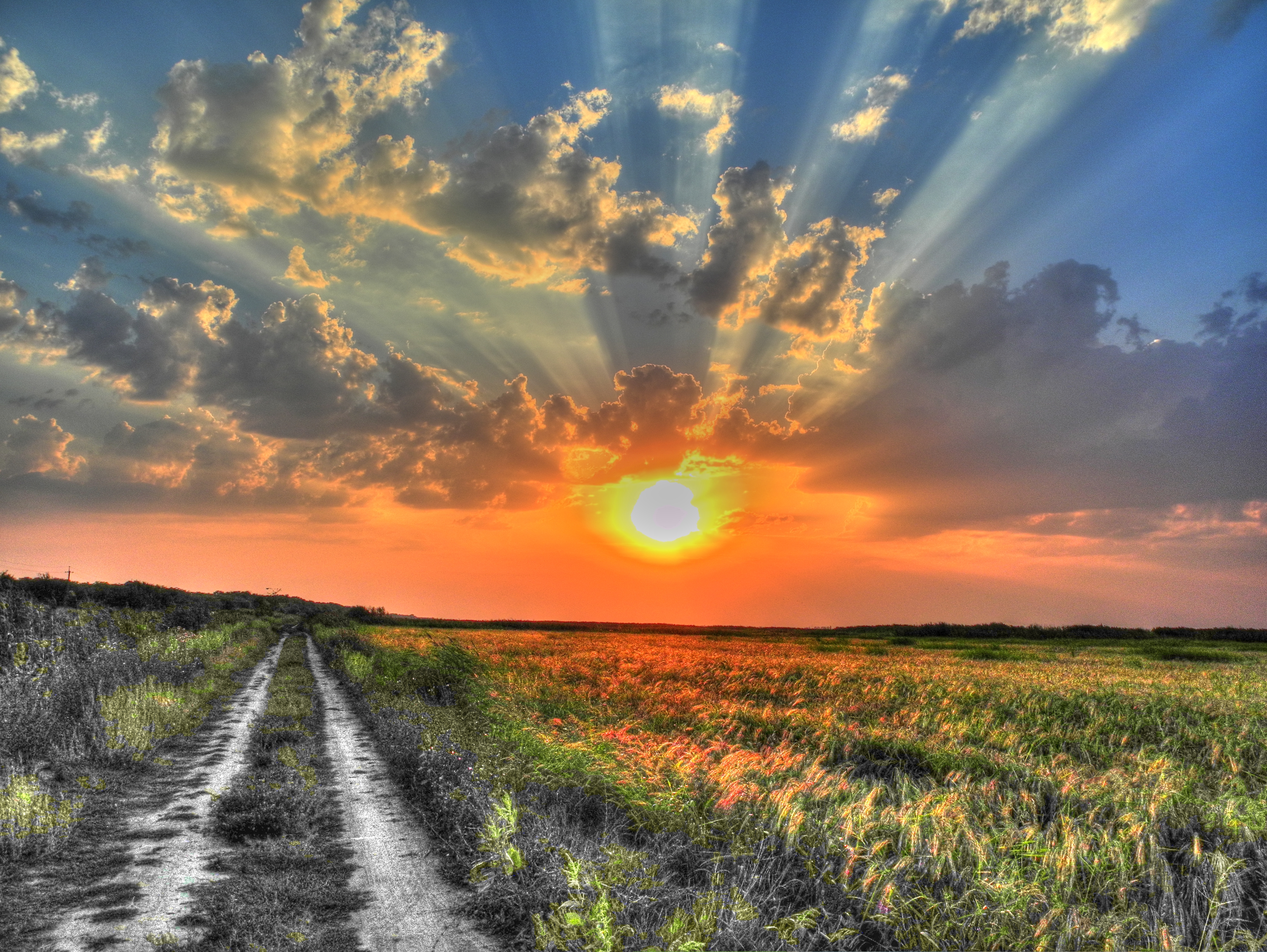